# Љаоченг
Љаоченг (聊城) град је Кини у покрајини Шандунг. Према процени из 2009. у граду је живело 230.885 становника.

## Становништво
Према процени, у граду је 2009. живело 230.885 становника.
| 1990.   | 2000.   | 2009    |
| ------- | ------- | ------- |
| 190.428 | 215.719 | 230.885 |